# Nederlandse Televisie Stichting

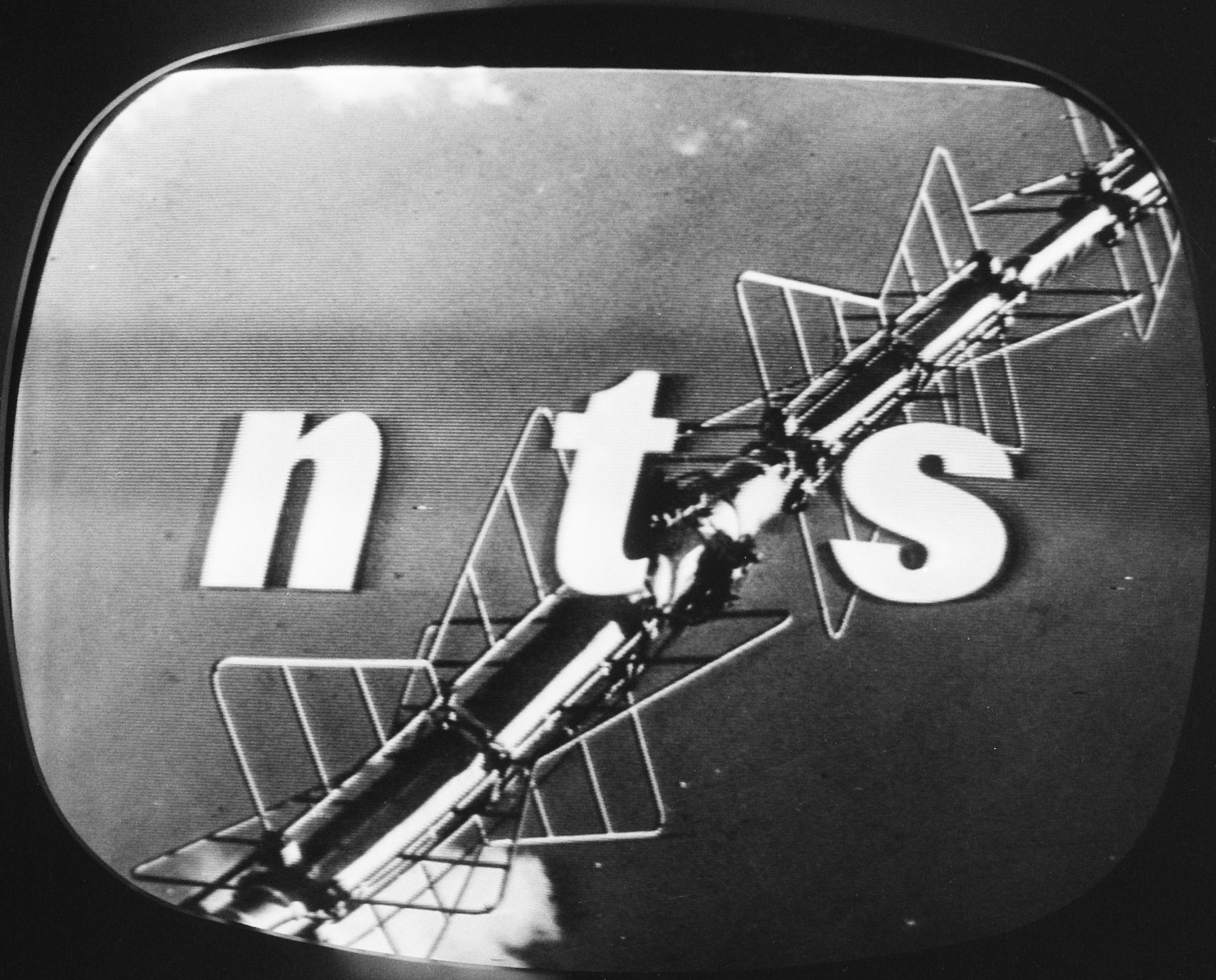
NTS-logo (1961)

De Nederlandse Televisie Stichting (NTS) was de eerste Nederlandse televisieomroep, en de voorloper van de huidige Nederlandse Omroep Stichting (NOS), NPO en  NTR.

## Geschiedenis
De NTS werd op donderdag 31 mei 1951 opgericht door de radio-omroepverenigingen AVRO, KRO, NCRV en VARA en gevestigd te Hilversum. De vier omroepverenigingen stortten elk driehonderdduizend gulden in de kas van de stichting, de VPRO volgde enige maanden later met ruim veertigduizend gulden, terwijl de firma Philips dertigduizend gulden bijdroeg in de personeelskosten. Zo was er precies f 1.272.000 in kas toen men met een tweejarige experimenteerperiode begon. Dat was genoeg voor drie uur zendtijd per week. Aan het eind van de periode hield men zelfs nog tweeëndertigduizend gulden over. De volgende twee jaar werd gefinancierd door de staat en vanaf 1956 werd er kijkgeld geïnd.
De stichting had als doelstelling: "het bereiken van een zo breed mogelijke samenwerking op het terrein van de televisie, onder meer door het bevorderen van een regeling van zendtijden, zó, dat elk van de Stichters gelijke uitzendmogelijkheden zal hebben". Voorts behoorde tot de taak het coördineren van de programma's, te weten: gemeenschappelijke verantwoordelijkheid, opstellen van nationale programma's en het exploiteren van studio's. De eerste uitzending vond plaats op 2 oktober 1951 vanuit Studio Irene in Bussum. 
Hugo de Groot orkestreerde het pauzeteken van de NTS.
In 1956 werd de NTS minimaal 25% van de totale zendtijd toegewezen en kreeg ze van de regering de opdracht voortaan zelf zogenaamde neutrale programma's te maken, zoals het Journaal en sport. De eerste uitzending van het NTS Journaal vond op 5 januari 1956 plaats. De onderwerpen waren: een schaaktweekamp tussen Jan Hein Donner en uitdager Max Euwe (met een interview met Euwes dochter Caroline), het nieuwe Duitse leger, de avond voor Driekoningen in Tilburg, een staking onder vissers in IJmuiden, een kerstboomverbranding op het Bos en Lommerplein, een 81-jarige weduwe uit Los Angeles die enkele oliebronnen in haar achtertuin exploiteerde, stierenrennen door de straten van Pamplona, de intocht van het Nederlands Studenten Orkest te Bergen, en het weerbericht.
In mei 1969 ging de NTS samen met de Nederlandse Radio Unie op in de NOS. 